# Братський будинок
Братський будинок Успенського собору — історична будівля в центрі Харкова, на розі майдану Конституції та проспекту Героїв Харкова. Збудована у 1845—1849 роках як житло для соборного духовенства Успенського собору, з приміщеннями для комерційної оренди на першому поверсі. Є однією з найстаріших збережених споруд майдану. Пам'ятка архітектури та містобудування місцевого значення № 7119-Ха

## Історія

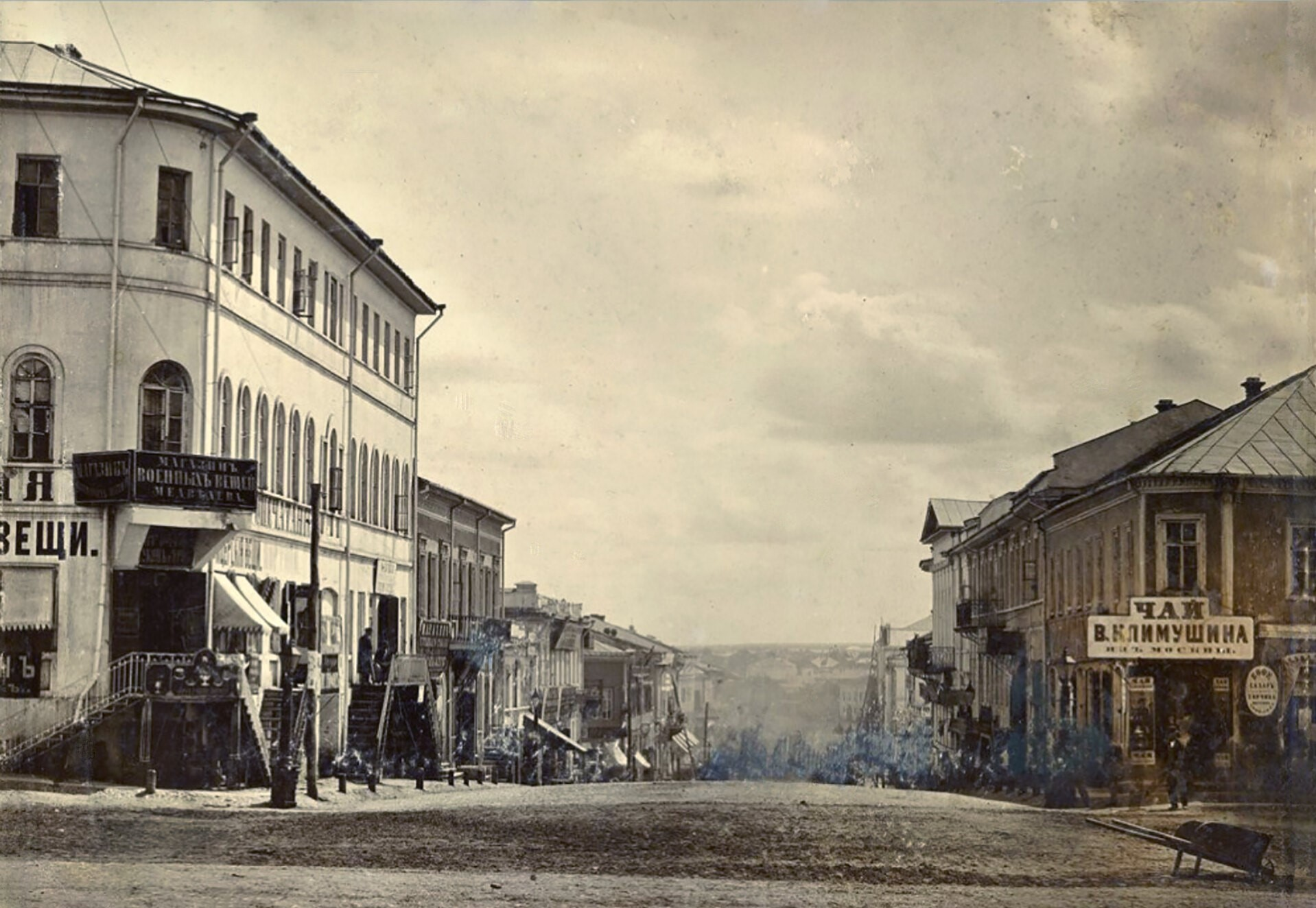
Початок Московської вулиці, ліворуч — Братський будинок до реконструкції. Приблизно 1882 рік

Починаючи з XVII століття Успенський собор у Харкові володів значними земельними та майновими угіддями в межах міста, серед яких були житлові й торгові будівлі, школи, богадільні, госпітальні та шинкові двори. На перетині сучасних майдану Конституції й проспекту Героїв Харкова розташовувався так званий «братський двір», де проживали священнослужителі та паломники. У XVIII столітті тут існував однотипний дерев'яний будинок, вже в 1760-х роках визнаний аварійним.
У 1837 році стара будівля була остаточно розібрана, а територію тимчасово зайняв торговий балаган. У 1844 році соборний причт звернувся до міської влади з проханням звести нову кам'яну споруду. Початково планувався двоповерховий будинок із підвалом, однак губернський архітектор Федір Данилов запропонував більш амбітний проєкт триповерхової кам'яної будівлі з високим цоколем. Будівництво тривало у 1845—1849 роках і обійшлося приблизно у 20 тисяч рублів сріблом. Кошти надходили з пожертв, церковної казни та прибутків від оренди лавок. Основні роботи виконували грайворонські купці Олексій Скринніков та Василь Єльокін, а внутрішнє оздоблення — харківський купець Адріан Лукін.

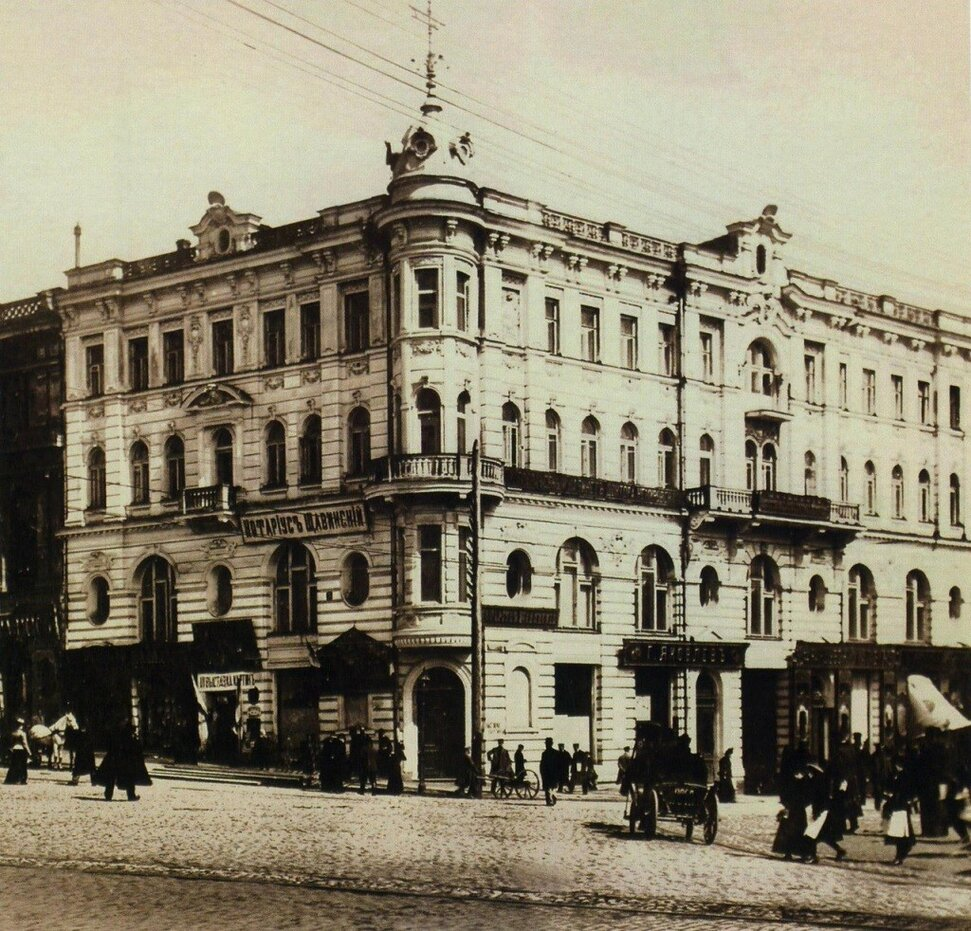
Братський будинок після реконструкції. Початок ХХ століття

Після завершення будівництва з'ясувалося, що площі будівлі недостатньо для всього оновленого складу соборного причту (після надання собору катедрального статусу у 1846 році). Тому частину квартир почали здавати в оренду. У різний час у будівлі діяли фотографічна майстерня Василя Зайцева (пізніше Якова Данилевського), ювелірна майстерня Яковлєва, геодезичний магазин, оптика та інші торгові заклади. На початку ХХ століття тут також розміщувався один із магазинів кондитерської фабрики Жоржа Бормана, відомої пізніше як «Східні солодощі».
У 1870-х роках купець Михайло Медведєв провів реконструкцію за проєктом архітектора Бориса Покровського — замінено дерев'яні сходи на металеві, розширено вікна другого поверху, встановлено чавунні підпори під балконами. У 1900 році архітектори Болеслав Михаловський та Михайло Ловцов здійснили капітальну реконструкцію: надбудовано ще один поверх, додано декоративні елементи, оформлено кутовий еркер із башточкою. Також оновлено фасад і збільшено площу комерційних приміщень.
У міжвоєнний період, після націоналізації церковного майна, в будівлі розміщувався Наркомат соціального забезпечення (1920–1930-ті роки), пізніше — адміністрація Дзержинського (нині Шевченківського) району Харкова. Після Другої світової війни тут розташовувались установи «Харгаз» і «Харжилснабсбит». У роки незалежности в будівлі працюють різні державні та приватні установи. Будинок зазнав ушкоджень під час ракетного обстрілу 2 березня 2022 року — тоді було вибито вікна, посічено фасади.

## Архітектура
Братський будинок — чотириповерхова цегляна споруда, П-подібного плану з незамкненим внутрішнім двором. Його кутова частина акцентована напівциркульним еркером із триярусним членуванням і башточкою зі шоломоподібним завершенням та флюгером. Композиція будівлі симетрична, з виділеними центральними осями на головних фасадах. Будинок оформлено у стилі еклектики з переважанням класицистичних і барокових мотивів. Найдовший та найпишніший фасад обернений до проспекту Героїв Харкова. Над аркою він прикрашений півколонами коринфського ордера між третім і четвертим поверхами, балконом із витонченою огорожею й великим аттиком з люкарною. Під балконом ліпнина із зображенням двох драконів та вазою з фруктами. Фасади будинку прикрашені рустом, арковими й овальними вікнами в обрамленнях з замковими каменями, ліпниною у вигляді жіночих і левових маскаронів, картушами, гірляндами, сандриками, вертикальними фільонками та профільованими карнизами. Верхній поверх має декоративні елементи в стилі українського бароко — рослинні орнаменти, геометризовані лиштви, лопатки. Карниз під дахом підтримують 40 кронштейнів, кожен з них прикрашений жіночим маскароном.
Будинок втратив частину оздоблення, зокрема довгий балкон на фасаді по проспекту, частину ліпнини, балюстради на даху й оздоблення купола.

## Галерея

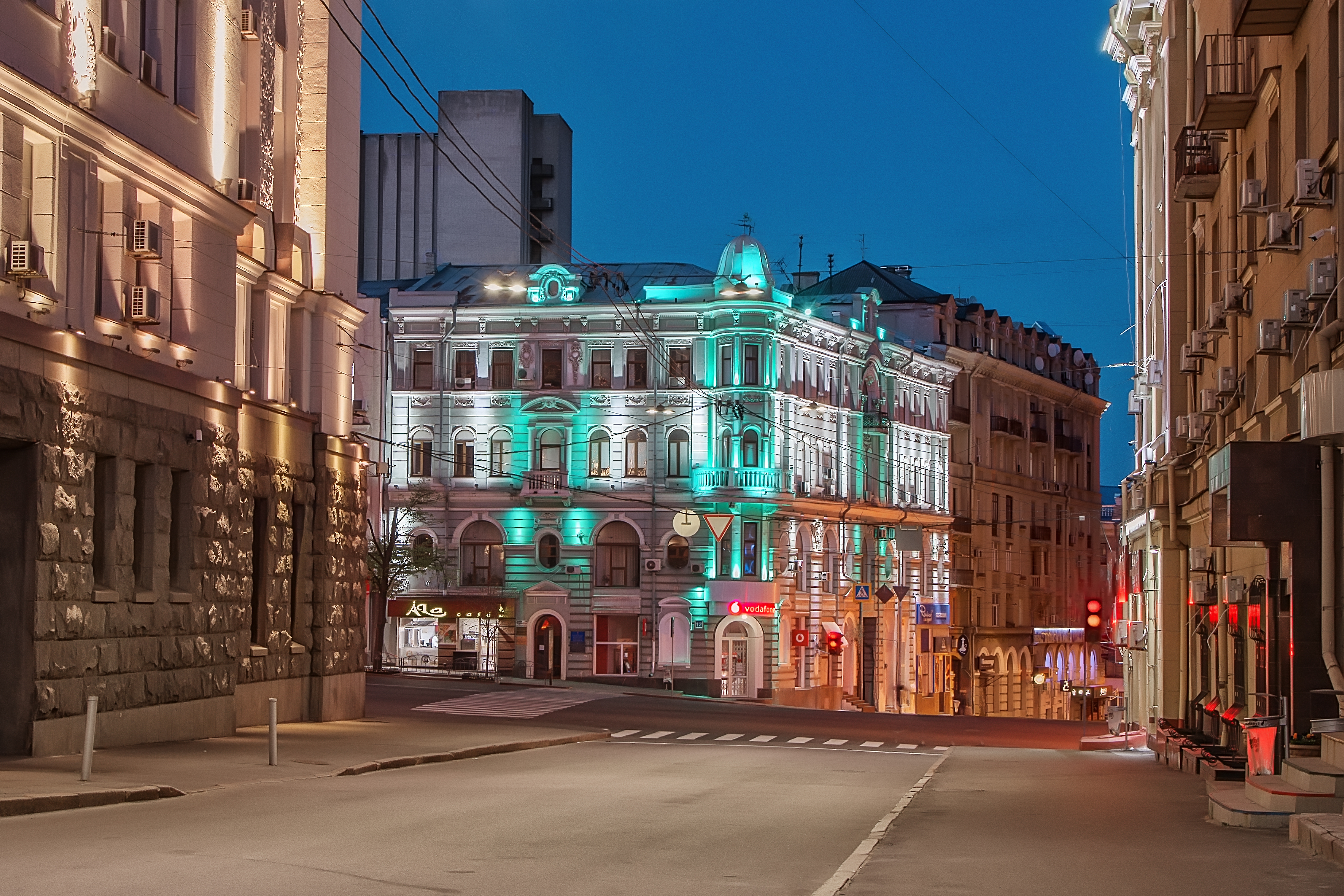
Братський будинок ввечері
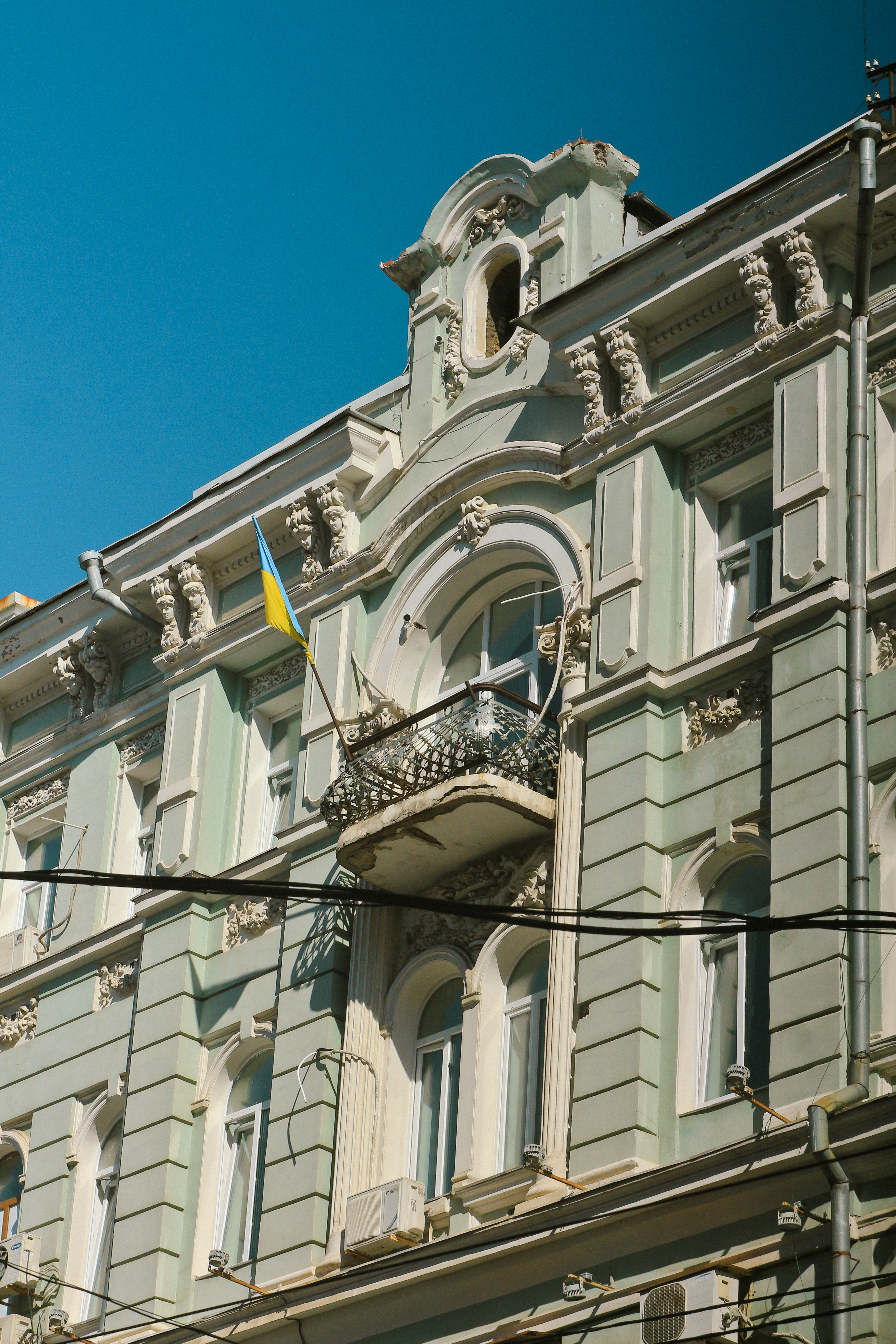
Оздоблення фасаду з боку проспекту
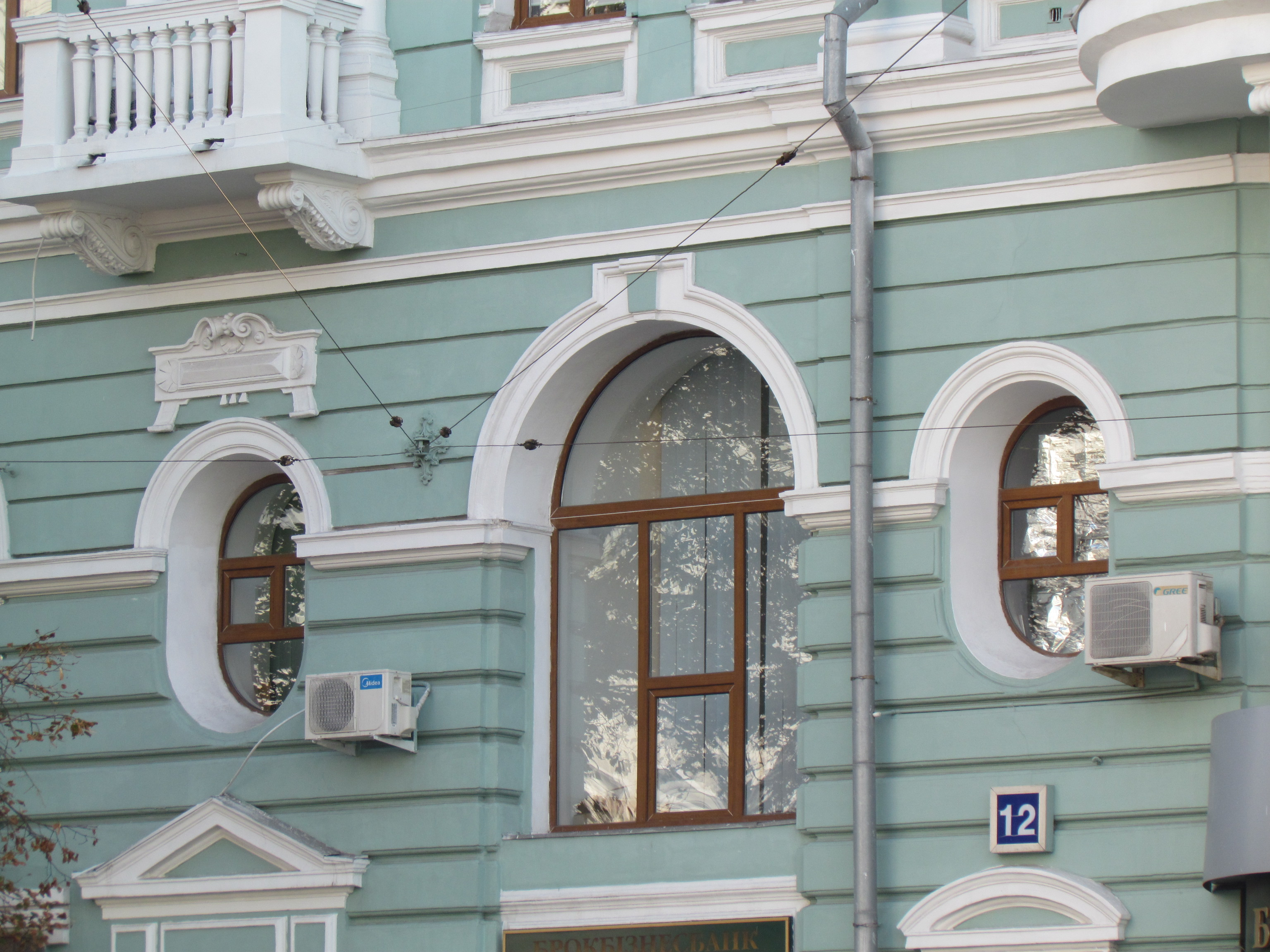
Оздоблення фасаду з боку майдану
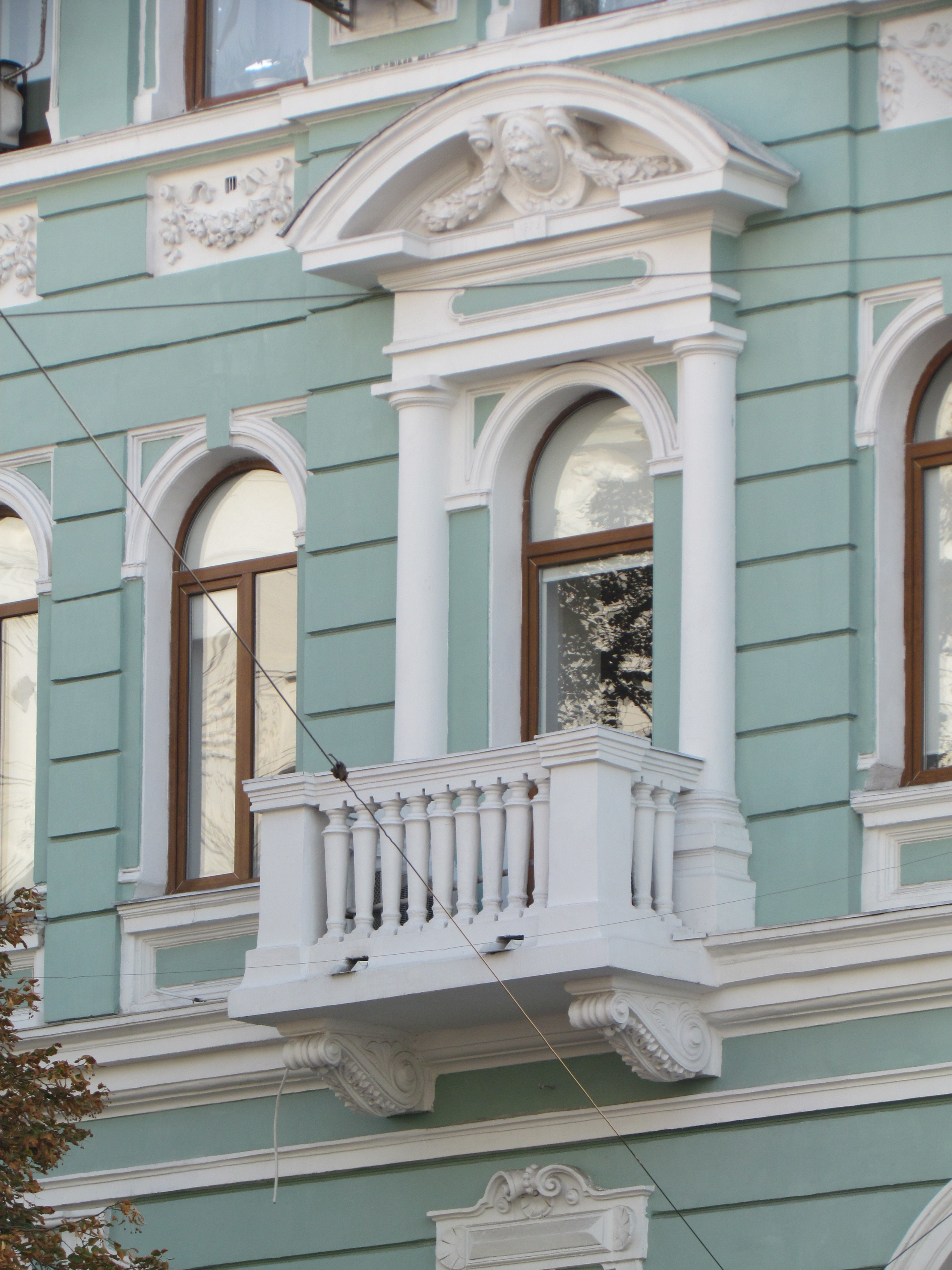
Балкон з боку майдану
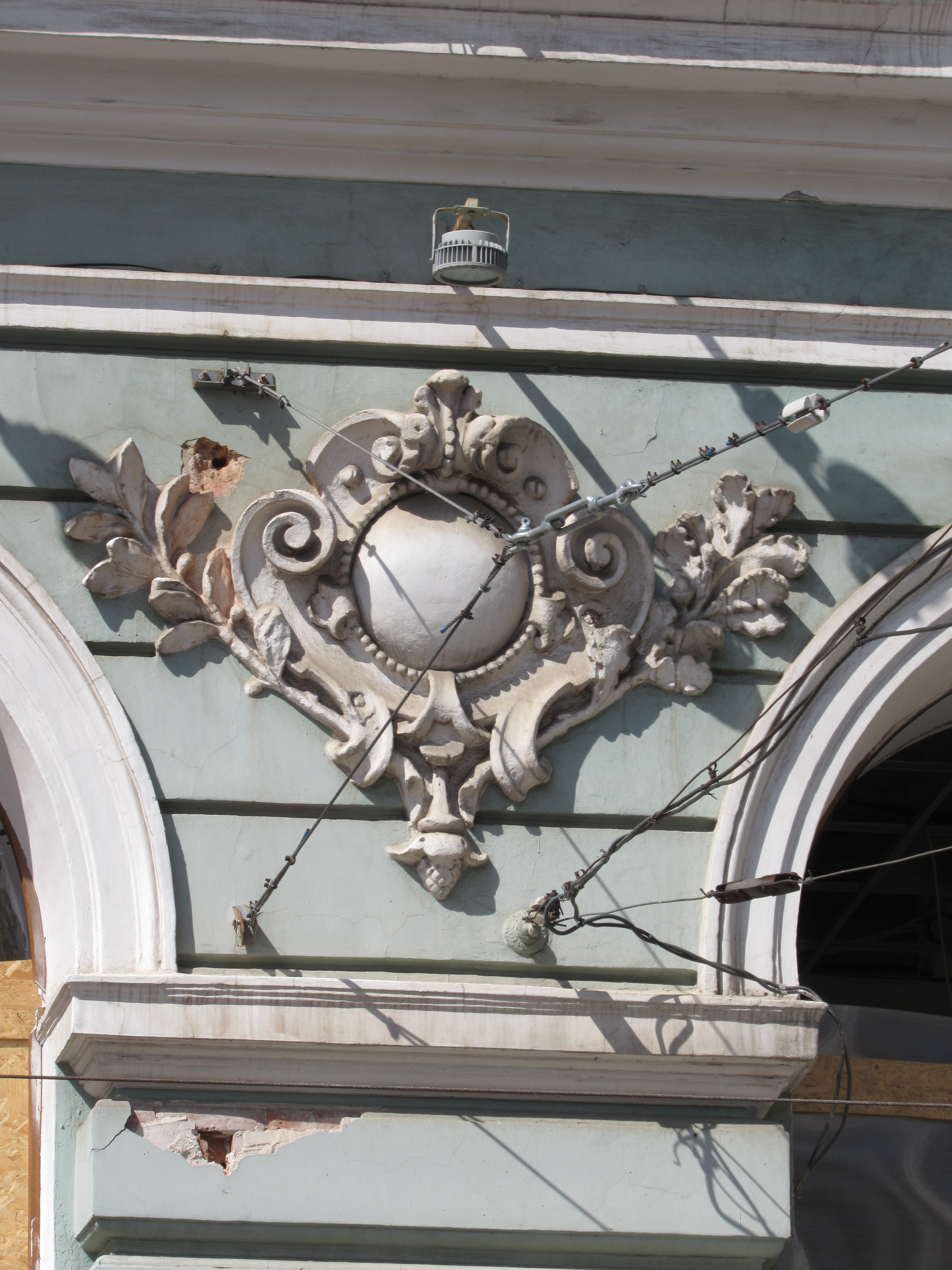
Картуш і дірки від уламків
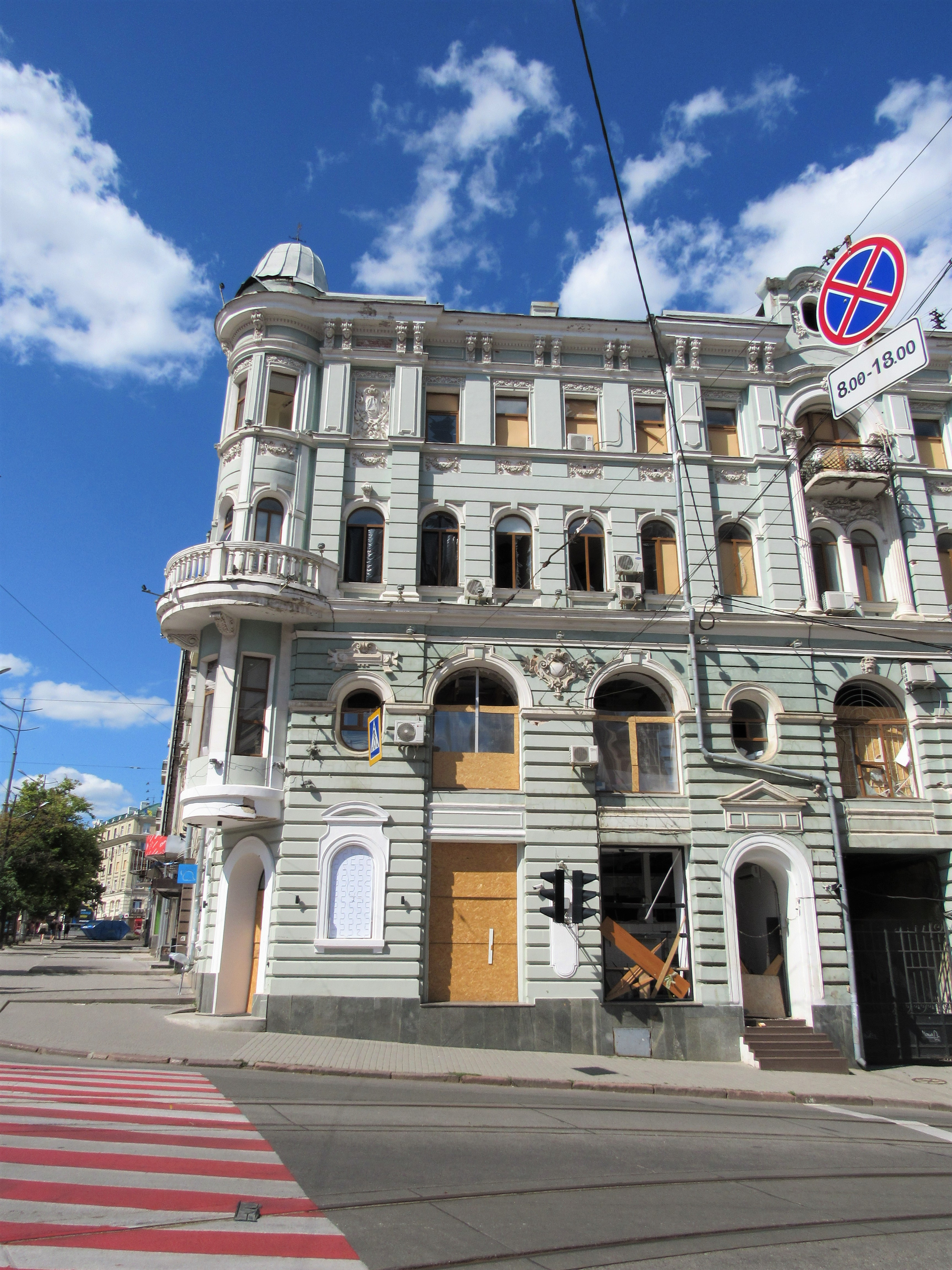
Будинок після російського влучання